# Бергер, Дэвид Хилберри
Дэвид Хилберри Бергер (англ. David Hilberry Berger; род. 21 декабря 1959, США) – генерал в отставке морской пехоты, 38-й комендант корпуса морской пехоты США, занимал пост с 2019 по 2023 годы.
Получил степень бакалавра по техническим наукам в университете Тулейн и две магистерские степени по международной государственной политике и по военным наукам.

## Военная служба
Происходит из сельской общины Вудбайн, штат Мэриленд. В 1981 году вступил в ряды вооружённых сил, окончив программу подготовки офицеров резерва в университете Тулейн, который он окончил со степенью бакалавра в области технических наук. Занимал различные штабные и командные должности, участвовал в операции «Свобода Ираку» и в операции «Несокрушимая свобода». Будучи лейтенантом и капитаном служил командиром взвода Индийской роты 3-го батальона, 7-го полка первой дивизии морской пехоты, офицером оперативного отдела штаба второго разведывательного батальона в ходе операции «Буря в пустыне». Также служил в отборе кандидатов в офицеры в Роанок, штат Виргиния.
Будучи полевым офицером служил инструктором в первой учебной эскадрилье авиации морской пехоты (MAWTS-1) в Юме, штат Аризона, инструктором в третьей учебной группе специальных операций третьего экспедиционного корпуса морской пехоты, служил в объединённом комитете начальников штабов планировщиком политики в управлении стратегических планов и политики J-5.
С 2002 по 2004 годы командовал третьим батальоном восьмого полка морской пехоты сначала на Окинаве, затем на Гаити в рамках операции «Secure Tomorrow». В ходе операции «Свобода Ираку» Бергер в звании полковника командовал восьмой полковой боевой командой в Эль-Фаллудже, Ирак.
На посту заместителя командующего второй дивизией морской пехоты Бергер был произведён в бригадные генералы. Он был направлен в Косово, где прослужил один год главой штаба KFOR в Приштине. С 2009 по 2011 год служил в главном штабе морской пехоты директором отдела планирования, политики и операций. В 2012 году отправился в Афганистан, где возглавлял первую дивизию морской пехоты в ходе операции «Несокрушимая свобода».
Бергер возглавлял учебное управление воздушно-наземного боевого центра морской пехоты, а с 2013 по 2014 год и сам центр. В июле 2014 года был произведён в генерал-лейтенанты и принял командование над первым экспедиционным корпусом морской пехоты. Затем командовал тихоокеанскими силами морской пехоты. 28 августа 2018 года возглавил командование по боевому развитию морской пехоты, был заместителем командующего по боевому развитию и интеграции.
Кроме степени бакалавра наук университета Тулейн у Бергера есть степень магистра по международной государственной политике школы университета Джонса Хопкинса по передовым международным исследованиям и степень магистра по военным наукам.
Бергер получил военное образование на интенсивных курсах пехотных офицеров армии США, в командно-штабном колледже корпуса морской пехоты и в школе передовой войны корпуса морской пехоты. Окончил школу рейнджеров армии США, школу парашютистов, школу дайвинга ВМС и школу амфибийной разведки корпуса морской пехоты.
26 марта 2019 года президент США Дональд Трамп рекомендовал Бергера на смену генералу Роберту Неллеру. Бергер стал 38-м комендантом корпуса морской пехоты. 5 июня Сенат США утвердил его кандидатуру. 11 июля Бергер принял командование на церемонии в казармах морской пехоты в Вашингтоне.
17 июля 2019 года Бергер выпустил руководство для корпуса: «Руководство по планированию коменданта (CPG) обеспечивает стратегическое руководство 38-м комендантом корпусом морской пехоты и отражает функции министра обороны  по руководству планирования обороны (DPG). Оно служит авторитетным документом для планирования на служебном уровне и обеспечивает общее руководство для всех сил морской пехоты».
Срок пребывания Бергера в должности коменданта корпуса закончился 10 июля 2023 года, когда он передал пост своему заместителю Эрику Смиту.

## Награды и знаки отличия
|  |                                       |                                       |                                       |
|  |                                       |                                       |                                       |
|  |                                       |                                       | Золотая звезда повторного награждения |
|  | Золотая звезда повторного награждения | Золотая звезда повторного награждения |                                       |
|  |                                       | Бронзовая звезда за службу            |                                       |
|  | Бронзовая звезда за службу            | Бронзовая звезда за службу            |                                       |
|  |                                       | Бронзовая звезда за службу            |                                       |
|  | Бронзовая звезда за службу            |                                       |                                       |
|  |                                       |                                       |                                       |
|  |                                       |                                       |                                       |